# Jagged Edge (filme)
Jagged Edge (bra: O Fio da Suspeita; prt: O Fio do Suspeito) é um filme norte-americano de 1985, dos gêneros drama romântico, suspense e policial, dirigido por Richard Marquand, escrito por Joe Eszterhas e estrelado por Jeff Bridges e Glenn Close.

## Sinopse
O jornalista Jack Forrester é preso, acusado de matar a esposa. Jack contrata a advogada Teddy Barnes para defendê-lo. Teddy, recém-divorciada, acredita na inocência de Jack e se enamora dele. No entanto, como resultado de investigações levadas a cabo por seu auxiliar Sam Ramson e pelo promotor Thomas Krasny, a defesa que preparou para ele ameaça cair por terra.

## Principais premiações
| Patrocinador                                  | Prêmio | Categoria                               | Situação                    |
| --------------------------------------------- | ------ | --------------------------------------- | --------------------------- |
| Academia de Artes e Ciências Cinematográficas | Oscar  | Melhor ator coadjuvante (Robert Loggia) | Indicado                    |
| Mystery Writers of America                    | Edgar  | Melhor Filme                            | Indicado[carece de fontes?] |

## Elenco
| Ator/Atriz          | Personagem     |
| ------------------- | -------------- |
| Jeff Bridges        | Jack Forrester |
| Glenn Close         | Teddy Barnes   |
| Peter Coyote        | Thomas Krasny  |
| Robert Loggia       | Sam Ramson     |
| Leigh Taylor-Young  | Virginia Howel |
| John Dehner         | Juiz Carrigan  |
| Marshall Colt       | Bobby Slade    |
| Diane Erickson      | Eileen Avery   |
| Louis Giambalvo     | Fabrizi        |
| William Allen Young | Gregg Arnold   |
| Brandon Call        | David Barnes   |
| Lance Henriksen     | Frank Martin   |